# Arquidiocese de Rangum
A Arquidiocese de Rangum ou Yangon (Archidiœcesis Yangonensis) é uma circunscrição eclesiástica da Igreja Católica na Birmânia ou Mianmar, pertencente à Província Eclesiástica de Mianmar e à Conferência Episcopal Birmanesa.
A história da Igreja católica na Birmânia chega ao século XVIII, 1770, quando foi aberto o primeiro seminário em Monhla; em 1793 foram ordenados os primeiros padres birmaneses: Joseph Maung Gyi e André Ko.
Em 2017 contava com 64 mil batizados numa população de 12 milhões habitantes, totalizando 0,5% da população. É atualmente governada pelo arcebispo Charles Maung Bo.

## Cronologia dos Bispos e Arcebispos
| #                        | Nome                                           | Período    | Notas                       |
| Arcebispos               | Arcebispos                                     | Arcebispos | Arcebispos                  |
| ------------------------ | ---------------------------------------------- | ---------- | --------------------------- |
| 3°                       | Charles Maung Bo, S.D.B.                       | 2003-atual |                             |
| 2º                       | Gabriel Thohey Mahn-Gaby                       | 1971-2002  |                             |
| 1º                       | Victor Bazin, M.E.P. †                         | 1955-1971  |                             |
| Arcebispo-coadjutor      |                                                |            |                             |
|                          | Gabriel Thohey Mahn-Gaby                       | 1964-1971  |                             |
| Bispos                   |                                                |            |                             |
| 5º                       | Victor Bazin, M.E.P. †                         | 1953-1955  |                             |
| 4º                       | Frédéric-Joseph-Marie Provost, M.E.P. †        | 1931-1952  |                             |
| 3º                       | Félix-Henri-François-Donatien Perroy, M.E.P. † | 1925-1931  |                             |
| 2°                       | Alexandre Cardot, M.E.P. †                     | 1894-1925  |                             |
| 1º                       | Paul Ambroise Bigandet, M.E.P. †               | 1870-1894  |                             |
| Bispos-coadjutor         |                                                |            |                             |
|                          | Frédéric-Joseph-Marie Provost, M.E.P. †        | 1929-1931  |                             |
|                          | Félix-Henri-François-Donatien Perroy, M.E.P. † | 1920-1925  |                             |
|                          | Alexandre Cardot, M.E.P. †                     | 1893-1894  |                             |
| Bispos auxiliares        |                                                |            |                             |
|                          | Raymond Wai Lin Htun                           | 2024-atual |                             |
|                          | Francis Than Htun                              | 2024-atual |                             |
|                          | Noel viu Naw Aye                               | 2020-atual |                             |
|                          | John Saw Yaw Han                               | 2014-atual |                             |
|                          | Justin viu Min Thide                           | 2007-2009  | Nomeado Bispo de Hpa-an     |
|                          | Raymond viu Po Ray                             | 1987-1993  | Nomeado Bispo de Mawlamyine |
| Administrador Apostolico |                                                |            |                             |
|                          | Sotero Phamo                                   | 2002-2003  | Bispo de Loikaw             |